# Ducat de Spoleto

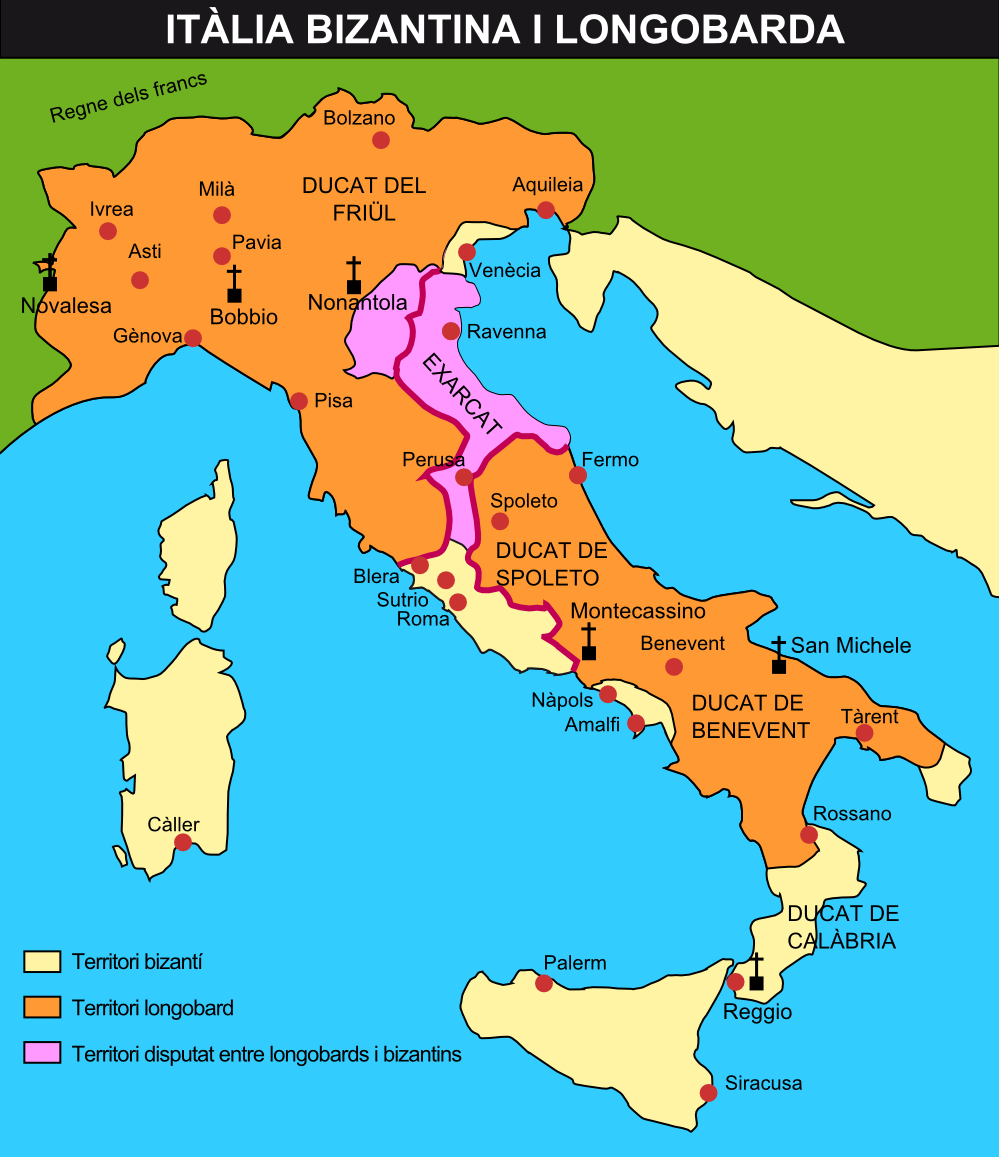
Itàlia en temps dels llongobards

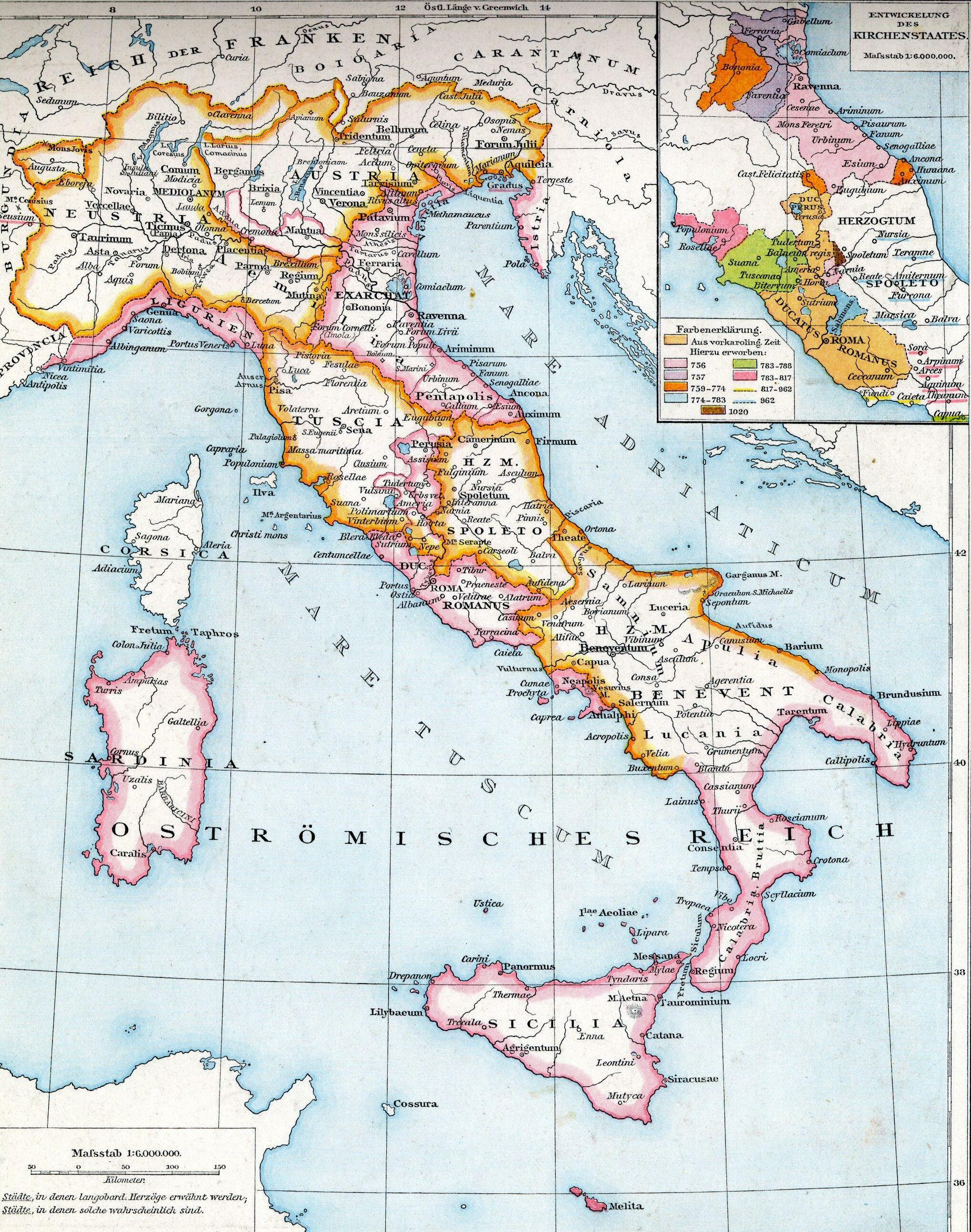
Possessions dels longobards a Itàlia:
Regne Longobard (Nèustria, Àustria i Túscia) i els ducats longobards d'Spoleto i Benevento.

El ducat de Spoleto fou un territori longobard independent fundat al voltant del 570 al sud d'Itàlia.

## Història
L'any 568 els longobards van entrar a la península Itàlica ocupant gran part d'ella. Crearen el regne llombard amb capital a Pavia, dividit en diversos ducats que es van formar a partir de les antigues fares. Part d'aquests territoris se situaren al sud de l'exarcat de Ravenna que encara controlava l'emperador de Constantinoble. Un d'ells fou el ducat de Spoleto (a l'actual Úmbria) on entraren el 570. L'interregne longobard a la mort del rei Alboí va deixar els ducs independents de fet i a la pràctica, els ducats del sud Spoleto i Benevent tingueren un estatus d'estat independent respecte als reis llombards, amb breus períodes on els reis sí que pogueren imposar el seu poder.
A l'ombra del ducat de Benevent, Spoleto es mantingué en un segon pla dins la història llombarda, però en alguns moments els seus territoris eren importants (Úmbria, Laci, les Marques, i els Abruzzos). Cal destacar les incursions que el duc Ariulf va fer contra els romans d'Orient (579-92 contra Ravenna; 592 contra Roma). El va succeir Teodelap, fill del primer duc Faroald I. Faroald II va governar conjuntament amb son germà Waquilap, i va conquerir Classis, el port de Ravenna i el va saquejar, però el rei dels longobards li va fer restituir el botí. Faroald II fou enderrocat pel seu fill Transamund o Trasimund II (724), que es va revoltar contra el rei longobard i es va aliar al papa Gregori III, que el va acollir a Roma quan fou enderrocat (739). Hilderic, que l'havia substituït, fou assassinat per Trasimund que va recuperar el poder (740) però el rei longobard el va deposar i el va enviar a un monestir (742) i va nomenar duc a Agiprand, però a la mort del rei Luitprand, Trasimund va recobrar el ducat fins a la seva mort el 745. Els reis longobards van ocupar sovint el ducat personalment. Durant la segona meitat del segle viii diversos ducs de Spoleto foren també reis dels llombards.
Dos anys després de la caiguda del regne de Llombardia i de l'ocupació de Benevent, el mateix ducat de Spoleto caigué en mans dels francs carolingis de Carlemany que havia pres el títol de rei dels longobards. Tot i que el territori fou donat a l'església, Carlemany es reservà el dret de nomenar-hi ducs.
El duc Guiu I que havia rebut a més a més la senyoria de Camerino, va repartir el ducat entre els seus fills, Lambert a Spoleto i Guiu II a Camerino (amb títol de duc de Camerino). Lambert va lluitar amb sarraïns i romans d'Orient (867) i fou deposat el 871 però restaurat el 875 i finalment excomunicat pel Papa Joan VIII. El 883 Guiu II va reunir els feus de Spoleto i Camerino.
A la mort de Carles el Calb el 888 Guiu es va fer coronar emperador i rei d'Itàlia pel Papa Esteve V (891) i al 892 el papa Formós I va coronar al fill de Guiu, Lambert II, com a duc, rei d'Itàlia i emperador.
Alberic I duc de Camerino (897) i després de Spoleto (898) es va casar amb la romana Maròzia, l'amistançada del Papa Sergi III (904-911), però fou assassinat pels romans el 924. El seu fill Alberic II va enderrocar a Maròzia en 932. El 949 el ducat fou ocupat pel rei d'Itàlia i emperador Berengari II. L'emperador Otó I li va segregar la terra anomenada Sabina Longobardica i la va cedir al papa.
Des de llavors el ducat fou de nomenament imperial. El 967 Otó el va reunir al ducat Benevent i Càpua sota Pandolf anomenat Testa di ferro (Cap de ferro) però a la seva mort va passar a Transamund IV o Trasimund IV, que fou duc de Camerino (982-989) i el 989 a Hug duc de Toscana que el va reunir als seus dominis fins al 999, i després altre cop el 1010 (fins al 1020) i el 1043 (fins al 1057). El 1057 Godofreu de Lorena es va casar amb Beatriu, viuda de Bonifaci III de Toscana i Spoleto i va romandre en possessió de la casa de Toscana fins al 1158 (excepte de 1093 a 1119 en què va ser duc Werner II marcgravi d'Ancona, nomenat per l'emperador durant la guerra de les investidures).
El 1155 Frederic I Barba-roja va destruir la ciutat però fou reconstruïda. El 1158 el ducat fou donat a Guelf VI d'Este. A partir del 1172 els ducs nomenats per l'emperador pertanyien a la casa alemanya dels Urslingen. A la mort de Conrat d'Urslingen el 1198 va ser cedida al papa Innocenci III però el 1209 va ser ocupada per Otó de Brunswick que va nomenar duc a Dipold de Vohburg. Finalment el 1228 va passar al papa sota un governador, generalment un cardenal. Encara que a nivell local fou teatre de lluites entre güelfs i gibel·lins el cardenal Albornoz i va restaurar el ple domini pontifici el 1354.
El títol de duc de Spoleto fou usat al segle xix per la casa de Savoia.